# Glaukofite
Glaukofite (lat. Glaucophyta) koljeno u biljnom carstvu koje se sastoji od dvadesetak vrsta arheplastida i čini ga jedan razred Glaucophyceae. Zajedno s koljenom Rhodophyta ili crvenim algama donedavno su uključivane u podcarstvo Biliphyta. Glaukofite sa svojih 25 vrsta čine posebno podcarstvo Glaucoplantae.
Glaukofite su slabo proučavane slatkovodne modro-zelene alge mikroskopske veličine. Kod glaukofita i crvenih alga prisutan je plastid kao i kod svih zelenih biljaka. Plastidi sadrže kloroplaste u kojima se fotosintezom proizvodi klorofil. Godine 2012 tim istraživača pod vodstvom Dane C. Pricea istraživao je DNK plastida vrste Cyanophora paradoxa, jedne od najprimitivnijih poznatih algi. Rezulati su ukazivali na evoluciju od najranije cijanobakterije i postojanje gena odgovornih za fermentaciju i sintezu škroba. DNK ove vrste uključuje i iste gene kao kod pra-bakterije iz reda Chlamydiae.

## Redovi
1. Glaucocystales Bessey  (23) 
  1. Glaucocystaceae G.S.West   (23)
    1. Chalarodora Pascher   (1)
    2. Cyanophora Korshikov   (6)
    3. Glaucocystis Itzigsohn   (13)
    4. Glaucocystopsis Bourrelly  (1)
    5. Peliaina Pascher   (1)
    6. Strobilomonas Schiller   (1)
2. Gloeochaetales Kies & Kremer  (2)
  1. Gloeochaetaceae (1)
    1. Gloeochaete Lagerheim

  2. Gloeochaetales familia incertae sedis (1)
    1. Cyanoptyche Pascher